# Dianne van Giersbergen
Dianne van Giersbergen (ur. 3 czerwca 1985 w Liempde) – holenderska wokalistka i autorka tekstów. Absolwentka ArtEZ Hogeschool Voor de Kunsten. Dianne van Giersbergen znana jest, prawdopodobnie, przede wszystkim z wieloletnich występów w gothic metalowej formacji Ex Libris, której pozostaje członkinią od 2003 roku. Od 2013 roku występowała także w niemieckiej grupie Xandria, w której zastąpiła Manuelę Kraller. Zespół ten opuściła 13 września 2017 roku. 

## Dyskografia
- Xandria – Sacrificium (2014, Napalm Records)[5]
- Taipan – Straight from the Underground (2015, Dead Sea Records, gościnnie)[6]
- Xandria – Fire & Ashes (EP, 2015, Napalm Records)[7]
- Xandria – Theater of Dimensions (2017, Napalm Records)[8]